# Latouchia yejiei
Espèce
Latouchia yejiei est une espèce d'araignées mygalomorphes de la famille des Halonoproctidae.

## Distribution
Cette espèce est endémique de Hainan en Chine. Elle se rencontre dans le xian de Ledong.

## Description
Le mâle holotype mesure 17,24 mm et la femelle paratype 34,02 mm.

## Étymologie
Cette espèce est nommée en l'honneur de Ye-jie Lin.

## Publication originale
- Zhang & Wang, 2021 : « Two new species of the genus Latouchia Pocock, 1901 from southeast China (Araneae: Mygalomorphae: Halonoproctidae). » Biodiversity Data Journal, vol. 9, no e72456, p. 1-11.